# سلامة الصحفيين

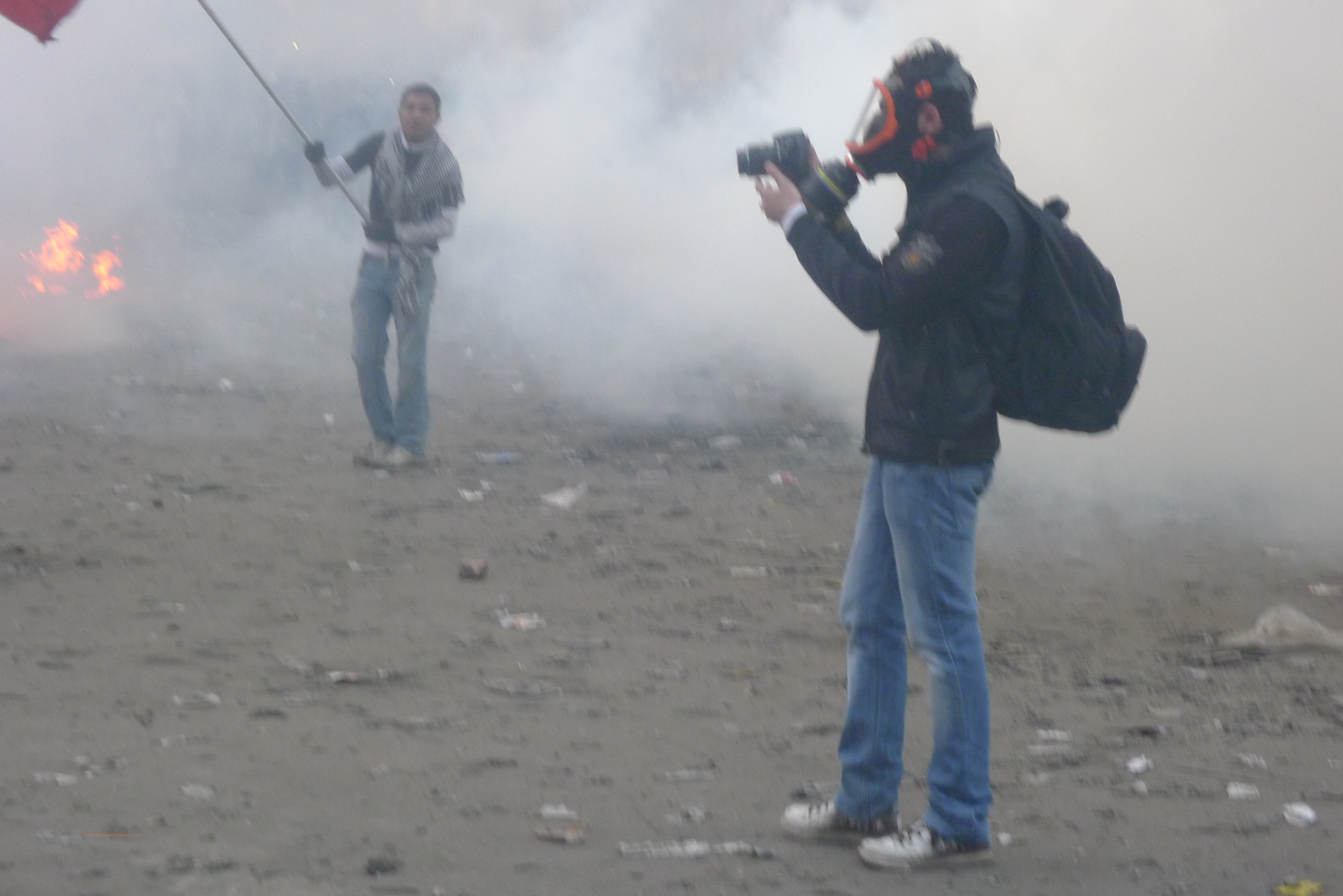
بقاء المصور في حادث حريق رغم الخطر على حياته

سلامة الصحفيين هي قدرة الصحفيين والإعلاميين على التقاط وتقديم ومشاركة المعلومات دون التعرض لأي نوع من التهديدات الجسدية أو المعنوية.
قد يواجه الصحفيون العنف والترهيب نتيجة ممارسة حقوقهم الجوهرية في حرية التعبير ويواجهون التهديدات والقتل والاختطاف والاتخاذ رهائن والمضايقة وعدم الاتصال بالإنترنت والتخويف والاختفاء عن الأنظار كرهًا والاحتجاج التعسفي والتعذيب. تتعرض الصحفيات لنوع خاص من الأخطار، ويتعرضن خصوصًا للاعتداءات الجنسية، في صورة انتهاك جنسي مستهدف، يكون غالبًا ردًا على نشاطاتهن، التعسف الجنسي الغوغائي ضد الصحفيين لتغطية أحداث عامة، أو في الأسر. لم يُبلغ عن العديد من هذه الجرائم كونها نتيجة وصمات ثقافية ومهنية عظيمة.
يتعرض الصحفيون، لا سيما النساء منهم، للاعتداء والمضايقة بتزايد، متمثلًا في الكلام العدائي والتنمر والتلصص الإلكتروني والخصم من المرتب والتعليقات المهينة في برامج التواصل والترهيب والتهديد.

## العنف ضد الصحفيين

### معدلات قتل الصحفيين
استنكر المدير العام لمنظمة اليونسكو قتل 530 صحفيًا في الفترة 2012 - 2016، أي ما يعادل حالتي قتل في الأسبوع. وقد سجلت منظمة اليونسكو في الفترة 2007 - 2011، 316 حالة قتل، وثبت أن سنة 2012 هي الأشد فتكًا إذ قُتل فيها 124 صحفيًا. إن غالبية حالات قتل الصحفيين بين سنتي 2012 و2016 وقعت في دول كانت تشهد نزاعات مسلحة سببت 56% من إجمالي حالات القتل.
وفقًا للجنة حماية الصحفيين، فإن 50% ممن تأكد أن سبب وفاتهم كان متعلقًا بعملهم صحفيين قُتلوا عمدًا، في حين قُتل 36% جراء طلق ناري متبادل و14% قتلوا في أثناء أداء مهام خطيرة. كانت الأحزاب السياسية غالبًا مصدر العنف (36%) في الحالات المذكورة، يليها الموظفون الرسميون (22%) ومصادر مجهولة (10%).
مع تزايد اعتماد المنظمات الإخبارية على الصحفيين المستقلين، كانت النسبة المرتفعة للقتلى لصحفيين مستقلين يعملون لحسابهم. كشفت دراسة اليونسكو، التقرير العالمي حول النزعات العالمية على صعيد حرية التعبير والتطور الإعلامي سنة 2017/2018 مقتل 113 صحفيًا مستقلًا خلال السنوات الخمس الماضية، وتمثل نسبة 21% من المجموع الكلي. الصحفيون المستقلون هم أكثر عرضةً للخطر، إذ يعملون غالبًا بمفردهم على القصص وفي بيئات خطرة مفتقرين إلى نفس المستوى الذي تتمتع به الكوادر الصحفية من المساعدة والحماية.
في غضون الفترة نفسها، وفقًا لمعلومات اليونسكو، فإن عدد الصحفيين الذين يعملون أساسًا عبر الإنترنت قد تغير بدرجة ملحوظة، لكن نسبة الصحفيين الذين قُتلوا إجمالًا تساوي 14%، علمًا بأن أغلب الخسائر كانت من الصحفيين وأفراد الطاقم العاملين أساسًا في مجال التلفزيون إذ بلغ عدد الضحايا من جانبهم 166 قتيلًا، يليهم العاملون في مجال الطباعة بـ 142 قتيلًا، والإنترنت 75 قتيلًا، والعاملون في منصات متعددة 29 قتيلًا.

### الإرهاب والأخطار المتزايدة
يمثل الإرهاب تهديدًا مباشرًا ومتناميًا للصحفيين، واتخذ شكل الاختطاف والتوعد بالقتل إضافةً إلى القرصنة الإلكتروني. في نهاية سبعينيات القرن العشرين، تغيرت السياسة العامة المتمثلة في استقبال الصحفيين في المناطق التي تسيطر عليها العصابات. واستهدفت الصحفيين في بعض المنظمات كالخمير الحمر في كمبوديا والسرايا الحمراء في إيطاليا والدرب المضيء في بيرو والجماعة الإسلامية المسلحة في الجزائر، وعدّتهم عونًا للسلطات التي يحاربونها ومن ثم فهم أعداء. قُتل بين عامي 1993 و1997 أكثر من مئة صحفي وناشط إعلامي في الجزائر، واختُطف عدد من الصحفيين الدوليين خلال الحرب الأهلية اللبنانية.
وفقًا للجنة حماية الصحفيين، قُتل 40% سنة 2015 على يد جماعات تزعم الانتماء إلى الإسلام المتطرف. يُعَد مندوبو الطباعة العالمية خصوصًا كبش فداء محتمل للموت بطريقة درامية بغرض الترويج لعمل إرهابي، كما حدث لجيمس فولي وستيفن سوتلوف وكينجي كوتو إذ قطع تنظيم الدولة الإسلامية (داعش) رؤوسهم.
إن الصدمة والتأثير العاطفي الوارد حدوثه نتيجة المرور بمثل هذا الإرهاب يُعدان مشكلة للصحفيين، ما يسبب لهم القلق والأرق، وتهيج الأعصاب، ومشكلات جسدية أخرى كالأعياء أو الصداع، وقد يتعرضون لما يعرف باضطراب ما بعد الصدمة، الذي يسبب شعورًا كبيرًا بالرعب والخوف والابتئاس. وفقًا لدراسة أجراها مركز إعلام شهود العيان سنة 2015 فقد أقر 40% من الصحفيين الذين أُجري معهم اللقاء، بأن مشاهد الإدلاء بالشهادة قد خلفت آثارًا سلبية على حياتهم الشخصية.
إن حماية المصادر والرقابة من المشاكل العويصة التي لها دور في التغطية على ما يبدر من الإرهاب بغية حماية الشهود ومن لهم صلة بالحادثة من الأعمال الانتقامية.

### الإفلات من العقاب على الجرائم المرتكبة ضد الصحفيين
يبدو أن الإفلات من العقاب على ما يرتكب من جرائم ضد الصحفيين أصبح تقليدًا شائعًا إذ لم تحسم 90% من قضايا قتل الصحفيين بعد. ويعد إديسون لانزا المقرر الخاص المعني بحرية التعبير للجنة البلدان الأمريكية لحقوق الإنسان الإفلات من العقاب عقبةً رئيسية تقف في طريق ضمان سلامة الصحفيين ويرى فرانك لارو، المساعد السابق للمدير العام لشؤون الاتصالات والمعلومات في منظمة اليونسكو إن السبب الجوهري وراء ذلك هو ضعف الإرادة السياسية في السعي وراء التحقيق خوفًا من التوعد بالثأر من الشبكات الإجرامية، إضافةً إلى ضعف البنية القانونية وضعف النظام القضائي ونقص الوسائل المخصصة لسَن القانون والإهمال والفساد.
وضعت منظمة اليونسكو آليةً لرصد حالة التحقيق القضائي في قضايا قتل الصحفيين إذ يرسل المدير العام لليونسكو طلبًا للدول الأعضاء، التي وقعت فيها جرائم قتل الصحفيين، كل سنة طالبًا منهم إعلام منظمة اليونسكو بأحوال التحقيق الجاري حول كل قضية قتل أدانتها المنظمة. تسجل اليونسكو الردود على طلباتهم في تقرير عام يرسل كل سنتين بواسطة البرنامج الدولي لتطوير الإعلام وهو مجلس يعقده المدير العام. لخص تقرير البرنامج الدولي لتطوير الإعلام سنة 2016 «حان الوقت لخرق دائرة الضعف ضد الصحفيين»، وهي إذاعة تسلط الضوء على النتائج الجديدة المهمة وتقدم تحليلات حول قضايا القتل والردود التي تأتي من الدول الأعضاء في هذا الشأن. بعثت اليونسكو سنة 2017 برسائل لـ 26 من الدول الأعضاء تطلب منهم تزويدهم بمعلومات حول قضايا القتل التي حدثت بين سنتي 2006 و2006. بناءً على الردود القادمة من الدول الأعضاء، فإن نسبة القضايا المحسومة لا تزال ضئيلة إذ تبلغ أقل من 10%. منذ أن بدأت اليونسكو تطلب معلومات عن المتابعة القضائية لعمليات قتل الصحفيين التي أدانها المدير العام، تلقت المنظمة بتزايد معلومات من 63 من أصل 75 دولة من الدول الأعضاء، توضح المعلومات 622 من مجموع 930 قضية سجلتها اليونسكو بين عامي 2006 و2016، أي ما يعادل 67%.
أعلنت الجمعية العامة للأمم المتحدة، في جلستها الثامنة والستين التي عقدت سنة 2013، 2 نوفمبر اليوم العالمي لوضع حد للإفلات من العقاب على الجرائم المرتكبة ضد الصحفيين، ويمثل هذا اليوم العامل المساعد لإدراك القضايا الأوسع نطاقًا والمرافقة لقضية الإفلات من العقاب على الجرائم المرتكبة ضد الصحفيين وعلى تحديد الالتزام الدولي بضمان بيئة آمنة وملائمة للصحفيين.